# Kirtland Hills

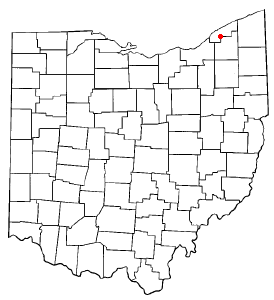
Kirtland Hills na planie stanu Ohio

Kirtland Hills – wieś w USA, w stanie Ohio, w hrabstwie Lake.
Według danych z 2000 roku wieś miała 597 mieszkańców.